# 洞院実清
洞院 実清（とういん さねきよ）は、南北朝時代の公卿。冷泉実清とも。権大納言・洞院公敏の子。官位は大納言。南朝に仕えた。

## 経歴
後醍醐天皇の忠臣である父・公敏が元弘の乱に坐して出家したため、これを継いで南朝に参仕した。『尊卑分脈』の尻付には「左中将正四下、参南朝」とだけ記されているから、公卿としての官途は南朝における叙任と考えられよう。正平6年/観応2年（1351年）正平一統時には権中納言であり、翌正平7年（1352年）正月の叙位で従二位に昇叙。同年5月八幡の戦いで敗れて男山が陥落した際、洞院実世や四条隆俊らと共に河内国東条へ落ち延びている。
正平8年/文和2年（1353年）賀名生で催された『内裏千首』に詠進。正平9年/文和3年（1354年）12月には既に大納言へ進んでいたが、その後の消息は不明である。正平14年/延文4年（1359年）8月の筑後川の戦いで懐良親王に従軍して討死した「洞院権大納言」とはあるいは実清のことかと思われるが、確証はない。和歌は、『新葉和歌集』に2首入集する。